# Jet Star II
Jet Star II is een achtbaanmodel ontworpen door Anton Schwarzkopf. Hij ontwierp het baanmodel in 1970. Het was de tweede baan in de Jet Star-reeks en was een verbeterde, compactere versie van de Jet Star I. De Jet Star II is 585 meter lang en 13,5 meter hoog.

## Verbetering
De trein van Jet Star I werd omhoog getakeld met een ketting. Bij de Jet Star II werd dat vervangen door een Elektrische Spiraallift. Later volgden Jumbo Jet of Jet Star III en Jet 400 of City Jet, een grotere en kleinere versie van de baan, ook met spiraallift. Een spiraallift is immers compacter dan een kettingoptakeling, en zo kon de baan op een kleinere oppervlakte geplaatst worden, wat voordelig is.

## Voorbeelden
- Jet Star 2 in  Lagoon Amusement Park, Utah
- Rocket in  Furuviksparken, Furuvik

Lijst van achtbaanmodellen ontworpen door Anton Schwarzkopf